# Kaélé
Kaélé är en ort i Kamerun.   Den ligger i regionen Nordligaste regionen, i den norra delen av landet, 800 km norr om huvudstaden Yaoundé. Kaélé ligger 375 meter över havet och antalet invånare är 30 609.
Terrängen runt Kaélé är platt. Trakten runt Kaélé är ganska tätbefolkad, med 96 invånare per kvadratkilometer. Kaélé är det största samhället i trakten. Trakten runt Kaélé är en mosaik av jordbruksmark och naturlig växtlighet.